# صاروخ الضربة البحرية
صاروخ الضربة البحرية (بالإنجليزية:Naval Strike Missile - NSM) هو صاروخ مضاد للسفن وللهجوم البري طورته شركة Kongsberg Defence &amp; Aerospace (KDA) النرويجية.
صاروخ الضربة المشتركة (JSM) هو نسخة متعددة الأدوار من صاروخ الضربة المشتركة، يتم إطلاقه من الجو وهو قيد التطوير حاليًا.

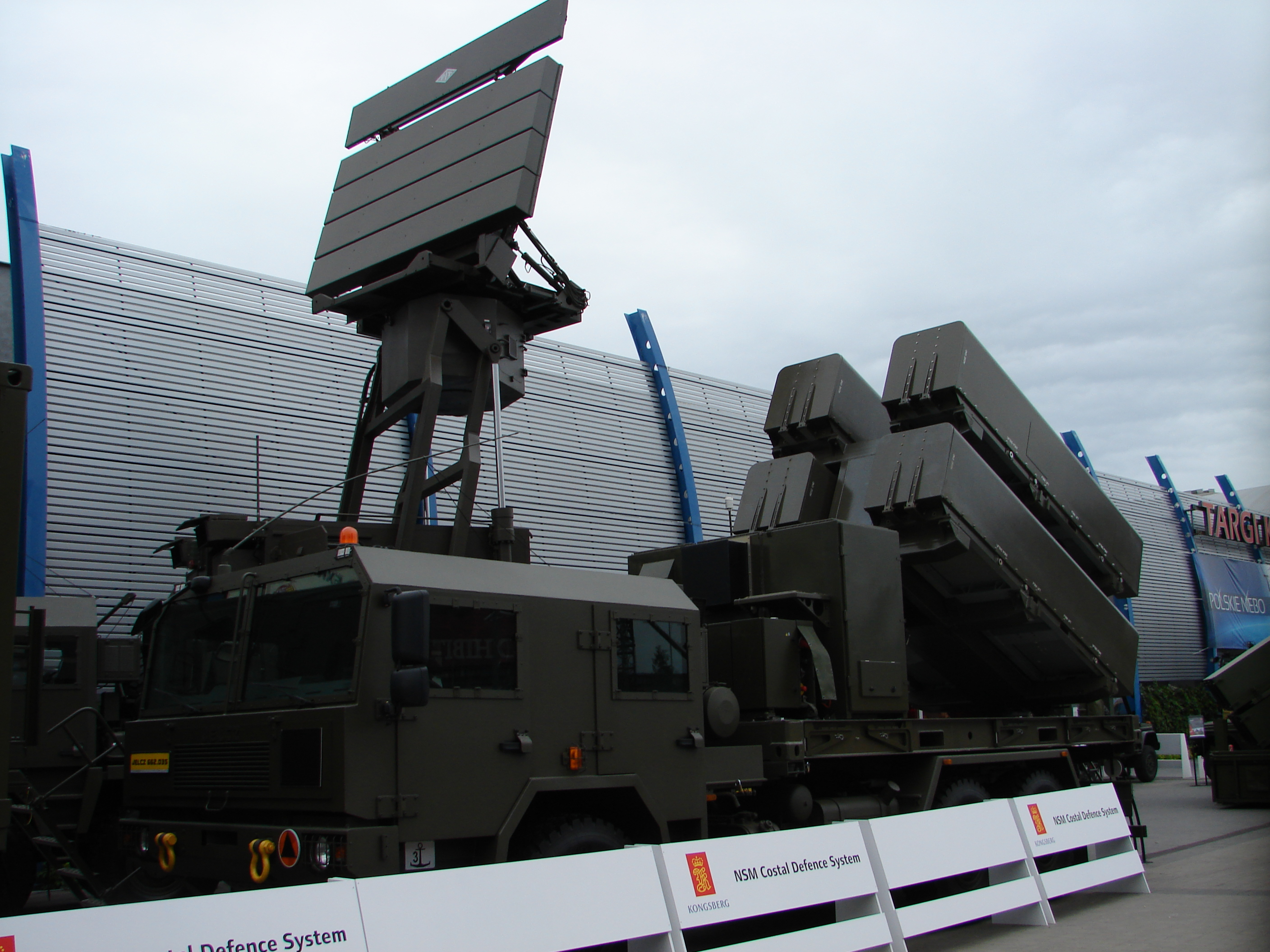
قاذفة نظام الدفاع الساحلي NSM التابع للبحرية البولندية ورادار TRS-15M Odra ثلاثي الأبعاد في الخلفية.

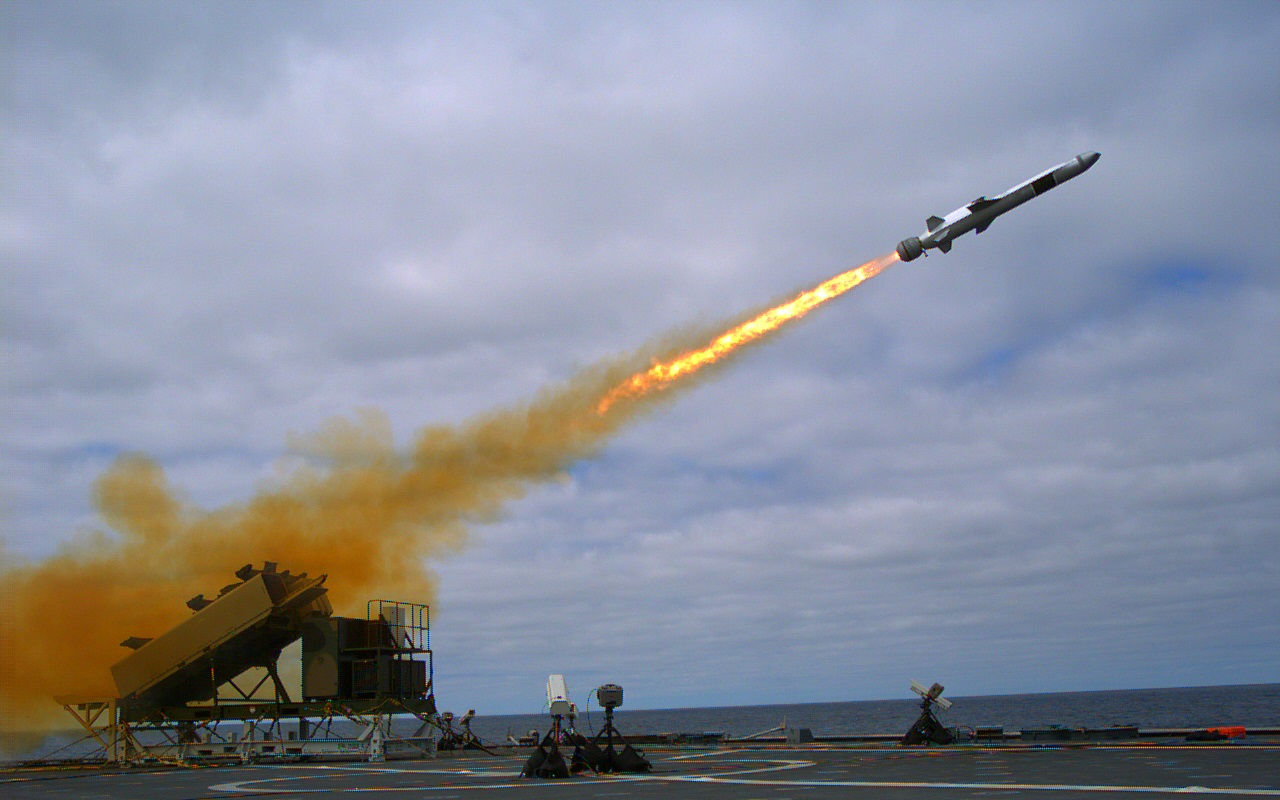
إطلاق صاروخ الضربة البحرية من في سبتمبر 2014م.

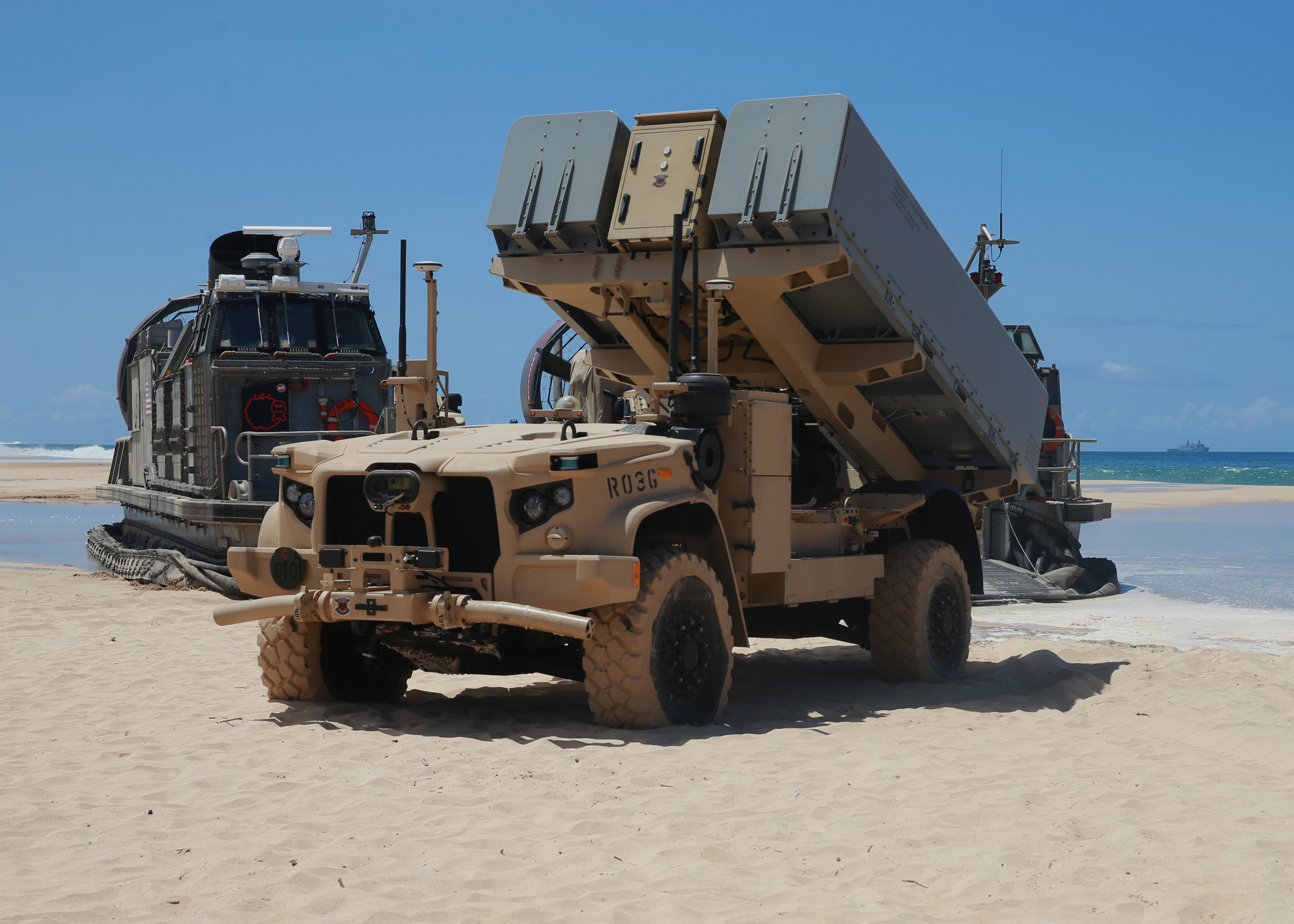
نظام نيميسيس (NMESIS) التابعة للبحرية الامريكية في منشأة اختبار الصواريخ في المحيط الهادئ في باركينج ساندز.

## التصميم والميزات
يستهدف التصميم المتطور واستخدام المواد المركبة/المؤلفة إلى منح الصاروخ قدرات تخفي متطورة. يبلغ وزن الصاروخ أكثر بقليل من 400 كـغ (880 رطل) وله مدى يزيد عن 185 كـم (115 ميل؛ 100 nmi) . تم تصميم NSM للمياه الساحلية وكذلك لسيناريوهات البحر المفتوح (" المياه الخضراء والمياه الزرقاء "). استخدام رأس حربي متفجر/متشظي مصنوع من سبائك التيتانيوم عالية القوة من شركة TDW يتماشى مع التصميم خفيف الوزن الحديث ويتميز بمتفجرات عالية. يتم تشغيل الرأس الحربي عن طريق فتيل ذكي متعدد الأغراض قابل للبرمجة يستشعر الفراغ ومصمم لتحسين التأثير ضد الأهداف الصلبة.
مثل النظام البطريق Penguin السابق، يستطيع NSM التحليق فوق وحول الكتل الأرضية، والسفر في وضع الطيران فوق سطح البحر ، ثم القيام بمناورات عشوائية في المرحلة النهائية، مما يجعل من الصعب إيقافها بواسطة التدابير المضادة للعدو. في عام 2016، أكدت البحرية الملكية النرويجية أن نظام الدفاع الجوي الصاروخي NSM قادر أيضًا على مهاجمة الأهداف البرية.
 استراليا
 البحرية الملكية الأسترالية
- Anzac-class frigate
- Hobart-class destroyer
- Hunter-class frigate (under construction)

 هولندا
 Royal Netherlands Navy 
- De Zeven Provinciën-class frigate
- <i id="mwAXc">Anti-Submarine Warfare</i> Frigate (under construction)

 النرويج
 القوة البحرية الملكية النرويجية 
- Skjold-class corvette
- Fridtjof Nansen-class frigate

 بولندا
 القوات البحرية البولندية
- <i id="mwAZI">Wicher</i>-class frigate (under construction)

 بريطانيا
 البحرية الملكية البريطانية (إجمالي 11 سفينة من فئتي 23 و 45 سيتم تجهيزها)
- Type 23-class frigate
- Type 45-class destroyer

 الولايات المتحدة
 بحرية الولايات المتحدة 
- Arleigh Burke-class destroyer 
- Freedom-class littoral combat ship
- Independence-class littoral combat ship
- Constellation-class frigate

#### الدفاع الساحلي
بولندا
 القوات البحرية البولندية:
- سرب البطريات الساحلية 

 الولايات المتحدة
قوات مشاة البحرية الأمريكية:
- قوات مشاة البحرية الأمريكية - 261 وِحدة من نظام NMESIS مخطط لها بحلول عام 2033م.